# Josef Mánes

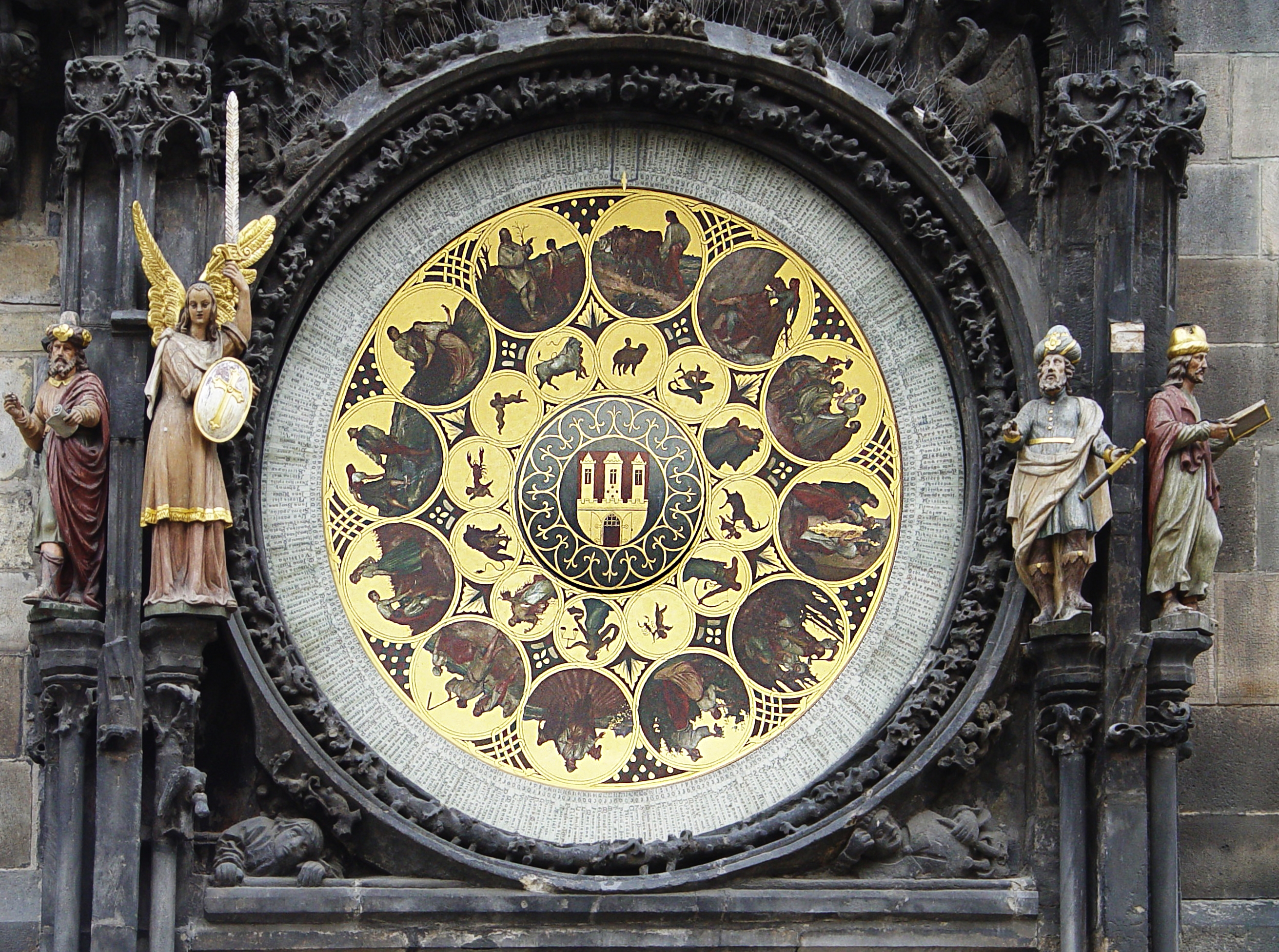
Fațada Ceasului Astronomic din Praga (pictată în 1864-1866)

Josef Mánes (12 mai 1820, Praga – 9 decembrie 1871, Praga) a fost un pictor ceh.

## Viața
Provenea dintr-o familie de pictori, din care făceau parte tatăl său, Antonín, unchiul său și directorul Academiei de Arte din Praga, Václav, fratele său, Quido, și sora sa, Amalie.
Primele sale lecții de pictură le-a primit în mod normal de la tatăl său. Începând din 1835 și până în 1844, el a studiat la Academia de Arte Frumoase din Praga, cu profesorii František Tkadlík și Christian Ruben. Și-a continuat studiile la München timp de doi ani. La întoarcere, o aventură romantică cu servitoarea familiei a avut consecințe neplăcute și l-a îndepărtat de unii membri ai familiei sale, ceea ce i-a creat o stare de depresie severă. El a găsit refugiu în patronajul contelui Bedřich Sylva-Taroucca (1816-1881), trăind și lucrând timp de douăzeci de ani la castelul acestuia din Průhonice. De acolo a efectuat multe călătorii prin Moravia, Ungaria de Sus (Slovacia) și Polonia Congresului. Ulterior a fost finanțat de diplomatul clujean Hugo Logothetti, la comanda căruia a realizat Veruna Čudová, unul din cele mai renumite tablouri ale sale.
A avut un rol activ în cadrul mai multor societăți artistice, literare și patriotice. A colaborat de asemenea la Sokol, o organizație atletică pentru tineri, proiectând uniforme și alte materiale. În 1857 a vizitat Italia și, trei ani mai târziu, a făcut o călătorie în Imperiul Rus, de unde s-a întors cu tulburări mentale.
Începând din 1866 starea sa mentală s-a înrăutățit rapid, determinându-i obsesii și un comportament bizar. O excursie de recuperare efectuată în Italia nu a reușit să-i îmbunătățească starea de sănătate, iar Josef Mánes a murit în 1871, după o suferință îndelungată. Se crede că creierul său a fost afectat de sifilis sau de meningită.

## Activitatea artistică și onoruri

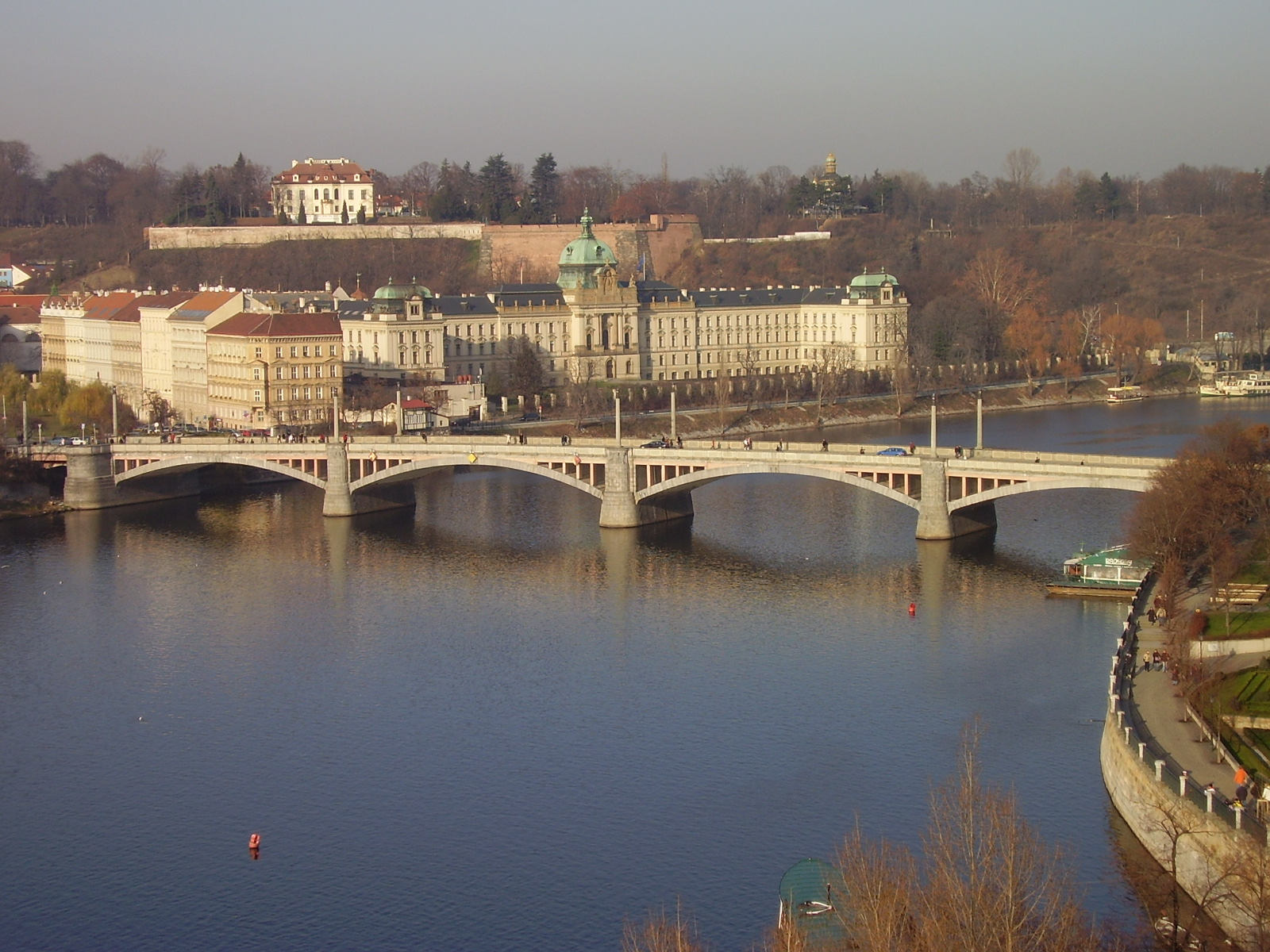
Podul Mánes (Mánesův most), primul pod din aval (la nord) de celebrul Pod Carol, a fost redenumit astfel în 1920 în onoarea pictorului

El a realizat mai multe picturi din fiecare gen, de la peisaje și portrete la studii botanice și etnografice. Este autorul picturilor celor douăsprezece luni (calendarul anual) de pe fațada Ceasului Astronomic din Praga. Deși munca lui a fost puțin înțeleasă sau apreciată în timpul vieții sale, el este considerat acum unul dintre cei mai mari pictori cehi.
În 1887 a fost înființată Societatea de Arte Frumoase Mánes, denumită în onoarea sa. Unul dintre podurile centrale de pe râul Vltava îi poartă numele și conține o statuie a pictorului pe partea dinspre Orașul Vechi. Imaginea sa a apărut pe mai multe timbre poștale din Cehoslovacia și Republica Cehă.